# Butobarbital
Butobarbital met als merknamen Soneryl en Neonal is een barbituraat dat als slaapmiddel gebruikt werd.
Het werd ontwikkeld door Poulenc Brothers (nu onderdeel van Rhône Poulenc) in 1921.